# Erin Sanders
Erin Zariah Sanders (ur. 19 stycznia 1991) – amerykańska aktorka. Najbardziej znana z roli Quinn Pensky z serialu Zoey 101 oraz Camille Roberts z serialu Big Time Rush.

## Życie osobiste i kariera
Aktorka urodziła się w mieście Santa Monica w stanie Kalifornia. Karierę aktorską rozpoczęła w wieku 9 lat, kiedy to została odkryta podczas sprzedawania ciasteczek. Jej kariera aktorska szybko nabrała tempa. W latach 2005–2008 występowała w serialu Nickelodeon Zoey 101, gdzie grała Quinn Pensky. Od 2009 roku gra Camille Roberts, początkującą aktorkę w serialu Big Time Rush. Grała również w serialu Żar młodości jako Eden Gerick. Oprócz tego pojawiała się gościnnie w wielu innych serialach.

## Filmografia
Filmy
- 2001: Art of Love jako młoda Veronica
- 2002: Never Never jako mała dziewczynka
- 2004: Slightly Thicker Than Water jako mała dziewczynka w taniej restauracji
- 2008: Zoey 101: Behind the Scenes jako Quinn Pensky
- 2010: Big Time Christmas jako Camille Roberts

Seriale
- 2002: Apple Valley Knights jako Molly Knight
- 2003: Potyczki Amy jako Janice Witherspoon
- 2003: Carnivàle jako Irina
- 2003: Życie przede wszystkim jako Paige Jackson
- 2005: 8 prostych zasad jako Riley
- 2005-2008: Zoey 101 jako Quinn Pensky
- 2008: Żar młodości jako Eden Gerick
- 2009: Castle jako Rosie Freeman
- 2009: Mad Men jako Sandy
- 2009: Trawka jako Danielle/Pinky
- 2009-2013: Big Time Rush jako Camille Roberts
- 2010: Mentalista jako Isabel Seberg
- 2011: CSI: Kryminalne zagadki Miami jako Megan Wells
- 2011: The Fresh Beat Band jako Księżniczka
- 2012: Para królów  jako Nani